# Siculeni
Siculeni é uma comuna romena localizada no distrito de Harghita, na região histórica da Transilvânia. A comuna possui uma área de 39.39 km² e sua população era de 2817 habitantes segundo o censo de 2007.